# Saint-Vincent-Sterlanges
Saint-Vincent-Sterlanges è un comune francese di 713 abitanti situato nel dipartimento della Vandea nella regione dei Paesi della Loira.

## Società

### Evoluzione demografica
Abitanti censiti